# Le Magazine de la santé
 (janvier 2023).
Ne doit pas être confondu avec Santé Magazine.
Le Magazine de la santé, rebaptisé Le Mag de la santé[Quand ?], est une émission de télévision française consacrée à la médecine, diffusée quotidiennement et en direct. 
Longtemps animée par la paire formée de Marina Carrère d'Encausse et Michel Cymes, elle est actuellement présentée par Jimmy Mohamed.

## Concept
Le Magazine de la santé, et sa déclinaison Allô docteurs (avec les mêmes présentateurs), abordent une diversité de sujets, plus ou moins graves, mais toujours sur un ton décontracté. Des interventions de médecins spécialistes et de journalistes apportent des réponses aux questions des téléspectateurs envoyées par SMS ou par Internet. Des malades viennent régulièrement témoigner sur le plateau.
Depuis 2008, l'émission le Magazine de la santé traite plus spécifiquement des questions d'actualité (en lien depuis 2008 avec la rédaction de la plateforme web de l'émission, Allodocteurs.fr, anciennement BonjourDocteur.fr). Un second volet de l'émission, intitulé Allô docteurs aborde des thématiques non contingentes de l'actualité.

## Histoire
Lancée par Jean Minot en 1998, cette émission est l'un des rares vestiges des émissions de La Cinquième. Au début, Michel Cymes présente seul l'émission qui durait 10 minutes environ sous l'intitulé de Journal de la santé du lundi au vendredi. Marina Carrère d'Encausse, rédactrice en chef des émissions santé sur La Cinquième depuis sa création, fait sa première apparition à ses côtés le 26 février 1999. Chaque vendredi, elle répond aux questions des téléspectateurs envoyées par courrier, Minitel ou Internet. À partir de 2000, elle co-présente aux côtés de Michel Cymès le Magazine de la santé.
À partir de septembre 2004, le format de 52 minutes passe en quotidienne, avec un nouveau nom : Le Magazine de la santé au quotidien, et avec un nouveau co-animateur, Benoît Thévenet, rédacteur en chef du programme, qui assure principalement le rôle de « joker ».
L'émission quotidienne change de nom en septembre 2007, prenant celui du 52 minutes hebdomadaire diffusé de 2000 à 2004. À cette même date, d'autres changements apparaissent. La partie SMS devient l'émission Bonjour Docteur devenue par la suite Allô docteurs (diffusée de 14 h 30 à 15 heures, toujours présentée par le trio Marina Carrère d'Encausse, Michel Cymes et Benoît Thévenet). Le segment 7 minutes pour une vie est désormais intitulé In vivo.
De juillet 2012 à juillet 2020, le magazine est diffusé dans un format spécial « Été » durant le mois de juillet, avec un invité « Fil Rouge », et présenté par Benoît Thévenet seul (puis par alternance Régis Boxelé, Philippe Charlier, Emma Strack en 2019 et 2020, et Fabien Doguet uniquement en 2020).
Depuis fin juillet 2017, après le format été présenté par Benoît Thévenet, des documentaires tournés pendant la saison (deux par jour) sont diffusés pendant une heure dans une émission d'été intitulée Les Docs du Mag de la santé et présentée par Michel Cymès et Marina Carrère d'Encausse.
Lors de la saison de septembre 2017, les Drs Régis Boxelé (Dr en médecine du sport), Antoine Piau (Dr en Gérontologie) et Philippe Charlier (Dr en médecine légale) rejoignent l'équipe du Magazine de la Santé, d’Allô docteurs et d’Enquête de santé et co-animent en alternance les émissions avec le trio habituel que forment Marina Carrère d'Encausse, Michel Cymès et Benoît Thévenet. De plus, dès le 4 septembre 2017, l'émission, jusqu'alors en direct du lundi au jeudi uniquement, et certains vendredis en cas exceptionnels (notamment lors des jours fériés tombant un lundi), est en direct du lundi au vendredi toutes les semaines (jusqu'en décembre 2017). Pendant quelques semaines, le médecin urgentiste et chroniqueur Patrick Pelloux devient présentateur temporaire de l'émission. Fabien Doguet a rejoint l'émission en septembre 2019 (en remplacement d'Antoine Piau).
Fin mai 2018, il est annoncé que Michel Cymes arrête la présentation de l'émission à la fin de la saison. Cette information est confirmée par Michel Cymès lui-même en direct dans l'émission C à vous du 31 mai 2018. Michel Cymès présente son dernier direct le jeudi 28 juin 2018, et sa dernière émission (enregistrée) le vendredi 29 juin 2018. La même année, Benoît Thévenet annonce son retrait de l'émission le vendredi 27 juillet (dernière émission enregistrée, le dernier direct ayant été le jeudi 19 juillet, les émissions du vendredi 20 juillet et de l'intégralité de la semaine suivante ont été enregistrées pour cause de travaux sur le plateau).
Du 4 janvier au 25 juin 2021 concernant la version magazine annuel, Marina Carrère d'Encausse est uniquement accompagnée du médecin du sport Jean-Marc Sène. De plus, depuis le 4 janvier 2021, l'émission repasse sous un format de 52 minutes, comprenant le journal, l'invité, les chroniques, Allô docteurs, le focus et In Vivo (et le vendredi l'invité de la semaine qui remplace le journal, compte tenu de l'enregistrement de l'émission).
À compter du lundi 28 juin 2021, Les Docs du Mag de la santé sont désormais présents tout l'été pour une heure d'émission (2 documentaires par jour), l'émission estivale étant désormais supprimée (sa durée étant identique au format actuel de diffusion, une diffusion estivale allégée de l'été n'aurait désormais aucun intérêt). Pour la première année, cette émission est également légèrement prolongée dans sa durée, puisqu'elle est maintenue toute la semaine du 30 août au 3 septembre 2021, cette dernière date marquant également la dernière émission du médecin du sport Jean-Marc Sène.
Dès le 6 septembre 2021 et jusqu'à l'été 2022, l'émission annuelle est de nouveau présentée par Marina Carrère d'Encausse seule (comme pendant les confinements de 2020), et recentrée sur l'interaction avec les invités (témoignages du public), à l'exception du Journal de la santé (qui est conservé).
A la rentrée 2022, Marina Carrère d'Encausse s'entoure d'une nouvelle équipe présente tous les jours, dont notamment Jimmy Mohamed pour le journal, Emma Strack pour le net. Seul Gérard Collard reste présent uniquement le vendredi, dont l'émission est redevenue en direct.
Du 11 septembre 2023 au 30 mai 2024, l'émission est de nouveau présentée en binôme, avec Jimmy Mohamed et Emma Strack les lundis et mardis, et Marina Carrère d'Encausse et Jimmy Mohamed les mercredis, jeudis et vendredis. Cas particulier le vendredi 31 mai, où l'émission a exceptionnellement été présentée par Marina Carrère d'Encausse avec Michel Cymès, Benoit Thévenet, Antoine Piau, Régis Boxelé, Philippe Charlier et Fabien Doguet, les anciens présentateurs de l'émission (seul Jean-Marc Sène était absent de l'émission).
Après la saison estivale des Docs du Mag de la Santé (du 3 juin au 6 septembre 2024), l'émission est présentée par Jimmy Mohamed  (et en cas d'absence, par Emma Strack, ayant déjà été présentatrice de l'émission) du lundi au vendredi depuis le 9 septembre 2024, alors que France Télévisions avait envisagé pendant la saison 2023/2024 de ne pas renouveler l'émission à la rentrée. L'émission est de nouveau en direct du lundi au jeudi et enregistrée pour celle du vendredi.

## Diffusion
L'émission est diffusée en direct du lundi au vendredi en début d’après-midi à 13 h 40 sur France 5. L'émission du vendredi est enregistrée le jeudi après-midi, sauf durant les saisons 2022/2023 et 2023/2024, où à l'exception de l'émission du vendredi 31 mai 2024 qui a été enregistrée, l'ensemble des émissions de la saison étaient en direct. Elle est également régulièrement en direct le lundi de Pentecôte pour cause de journée de solidarité. Elle est accessible en télévision de rattrapage pendant une semaine sur le service France.tv de France Télévisions.

### Les chroniqueurs
| Liste des chroniqueurs de l'émission | Liste des chroniqueurs de l'émission | Liste des chroniqueurs de l'émission | Liste des chroniqueurs de l'émission |
| ------------------------------------ | ------------------------------------ | ------------------------------------ | ------------------------------------ |
| Chroniqueur                          | Profession                           | Thème abordé                         | Saison(s)                            |
| Pr Laurent Cohen                     | Neurologue                           |                                      |                                      |
| Gérard Collard                       | Libraire                             | Des livres et moi                    | chronique toujours à l'antenne       |
| Jean-Marie Leau                      | Musicien                             | Les visites musicales                |                                      |
| Harold Cobert                        | Écrivain                             |                                      |                                      |
| Thierry Lhermitte                    | Acteur                               | Recherche                            | chronique toujours à l'antenne       |
| Théo Curin                           | Nageur                               | Sport                                | chronique toujours à l'antenne       |
| Dr Gérald Kierzek                    | Urgentiste                           | Urgences                             | jusqu'en juin 2016                   |
| Philippe Croizon                     | Consultant                           | Handicap                             | chronique toujours à l'antenne       |

## Déclinaisons

### ÉmissionAllô docteurs
Allô docteurs est une émission de télévision française, diffusée en direct du lundi au jeudi (l'émission du vendredi est enregistrée la veille et n'est en direct qu'en cas de jour férié dans la semaine) à 14 h 40 sur France 5. Elle est présentée par Marina Carrère d'Encausse, Benoît Thévenet, Michel Cymes et Jean-Marc Sène,. Elle dure environ 30 minutes.
Lancée en septembre 2007, cette émission diffusée juste après Le Magazine de la santé, toujours en direct à 14 h 30 (sauf le vendredi où l'émission est enregistrée la veille) et pendant une demi-heure, répond aux questions des téléspectateurs posées par SMS ou internet.
Lorsque des rubriques sont présentées par un chroniqueur, c'est en présence des présentateurs de l'émission du jour qui interviennent, si nécessaire, pour des explications complémentaires.
Les téléspectateurs sont régulièrement invités à se reporter au site internet de l'émission pour des compléments d'information et pour des échanges avec des spécialistes médicaux.
L'émission est intégrée au Magazine de la santé à partir de janvier 2021,.

### ÉmissionEnquête de santé
L'émission dure 2 heures et n'est consacrée qu'à un seul thème important et d'actualité (prise en charge de la vieillesse, maladies nosocomiales…), toujours en présence de nombreux spécialistes. Elle est diffusée certains mardis à 20 h 40 (puis 20 h 50 depuis 2015 et 21h05 depuis septembre 2021). À partir du 4 septembre 2017, à la suite d'une décision de France 5, les émissions qui alternaient le mardi, savoir Le Monde en Face (Marina Carrère d'Encausse à la présentation) et Enquête de Santé (présentée par Marina Carrère d'Encausse - Michel Cymès - Benoît Thévenet + dès le 4 septembre 2017 Antoine Piau), sont diffusées en alternance le mercredi à 21 h au lieu du mardi. Première diffusion en 2017-2018 : le mercredi 20 septembre. Dès la rentrée de septembre 2018, l'émission est repassée le mardi soir, l'inversion permettant la diffusion de La Grande Librairie le mardi soir n'ayant pas fait recette.

### ÉmissionLes Docs du Mag de la santé
Les Docs du Mag de la santé est une émission déclinaison d'été depuis fin juillet 2017. Elle complétait la déclinaison du mois de juillet pour assurer la continuité de 13 h 40 à 14 h 55 de fin juillet jusqu'à début septembre, ainsi que pour les fêtes de fin d'année depuis le 24 décembre 2018. Depuis le 28 juin 2021, elle remplace la déclinaison été (n'ayant plus d'intérêt, puisque sa durée est la même que celle de l'émission annuelle depuis janvier 2021).

### Site webAllodocteurs.fr
Allodocteurs.fr est un site web des émissions santé de France 5. Doté d'une rédaction indépendante, il reprend toutefois une partie contenus vidéos des émissions Le Magazine de la santé, Allô docteurs, Enquête de santé, anciennement In Vivo l'intégrale (ou 7 minutes pour une vie avant 2015) (ayant été diffusée entre 2013 et 2016 d'abord le samedi à 13 h 30, puis 12 h 30, puis le dimanche à 20 h), et Les Docs du Mag de la santé.
Le site a été fondé en 2008 par les Drs Carrère d'Encausse et Cymès sous le nom BonjourDocteurs.fr, en correspondance avec l'ancien nom de l'émission. Le site a changé de nom en même temps que l'émission. Ce site est signataire de la charte HONcode, et bénéficie d'une certification de la Haute Autorité de Santé (HAS).
Bien que ce site soit baptisé allodocteurs.fr, il n'est pas exclusivement consacré à l'émission du même nom.
À sa création, le site BonjourDocteurs.fr reprenait simplement certains reportages passés à l'antenne dans les émissions Le Magazine de la santé et Allô Docteurs, parfois associés à des compléments d'enquête. Des journalistes indépendants de ceux contribuant à l'émission ont progressivement été recrutés, et le site propose depuis 2010 un fil d'actualité rédigé indépendamment des contenus des émissions. La rédaction du site propose des enquêtes sur des thèmes non-traités à l'antenne, ainsi que des articles de vulgarisation d'études médicales. Une rubrique de fact-checking voit le jour en 2014.
Jusqu'en 2014, le site sert en outre de plate-forme de tchat avec des spécialistes médicaux, interrogés sur la thématique présentée durant l'émission Allodocteurs.
Un forum de discussion médical, ainsi que des blogs rédigés par des journalistes ou des médecins, sont également abrités par le site.
En 2015, le site devient le principal contributeur de la plateforme santé/médecine de France Télévisions, qui reprend l'intégralité de ses contenus sur le site FranceTVInfo (désormais FranceInfo.fr).

### Livres
Une collection intitulée « Le Magazine de la santé » a été éditée par Marabout entre 2004 et 2007. Les ouvrages sont signés par Marina Carrère d'Encausse et Michel Cymes, et sont rédigés en collaboration avec d'autres médecins spécialisés dans le domaine abordé.
| Année | Nom de l'ouvrage |
| --- | --- |
| 2004 | avec la collaboration des Drs Marianne Buhler et Sylvain Mimoun interrogés par Rosine Depoix, La contraception, 127 p. (ISBN 978-2-501-04269-7 et 2-501-04269-7)                                                                              |
| 2005 | avec la collaboration du Pr François Bricaire et du Dr Robert Cohen, interrogés par le Dr Charlotte Tourmente, Les vaccins, 127 p. (ISBN 978-2-501-04272-7 et 2-501-04272-7)                                                                  |
| 2005 | avec Dr Charlotte Tourmente, avec la collaboration des Prs André Grimaldi et Michel Polak, Le diabète, 127 p. (ISBN 978-2-501-04270-3 et 2-501-04270-0)                                                                                       |
| 2005 | avec la collaboration des Drs Caroline Le Marchand-Duros et Xavier Jouven, Le cholestérol, 2005, 128 p. (ISBN 978-2-501-04294-9 et 2-501-04294-8)                                                                                             |
| 2005 | avec la collaboration du Dr Jean-Marc Bohbot, La sexualité, Paris, Marabout, 128 p. (ISBN 978-2-501-04293-2 et 2-501-04293-X) |
| 2005 | avec la collaboration des Drs Marianne Buhler et Pascale This, La ménopause : Des solutions concrètes pour prévenir et traiter les troubles majeurs, 2005, 127 p. (ISBN 978-2-501-04288-8 et 2-501-04288-3)                                   |
| 2006 | |
| avec le Dr Charlotte Tourmente, avec la collaboration du Pr Israël Nisand et du Dr Jean-Marie Kunstmann, Un bébé sur commande : Tout ce qu'il faut savoir sur l'assistance médicale à la procréation, 125 p. (ISBN 978-2-501-04597-1 et 2-501-04597-1) | |
| avec la collaboration du Dr Brigitte Boucher, Bien manger, une affaire de santé : Tout ce qu'il faut savoir pour manger équilibré en gardant la notion de plaisir, 127 p. (ISBN 978-2-501-04599-5 et 2-501-04599-8)                                    | |
| avec la collaboration du Pr Michel Aubier, Les allergies : Toutes les réponses à vos questions pour prévenir et soigner les allergies, 2006, 128 p. (ISBN 978-2-501-04604-6 et 2-501-04604-8)                                                          | |
| avec le Dr Charlotte Tourmente, avec la collaboration du Dr Patrick Sichère, L'arthrose : Tout ce qu'il faut savoir pour soulager les rhumatismes à tout âge, 2006, 125 p. (ISBN 978-2-501-04273-4 et 2-501-04273-5)                                   | |
| 2007 | avec le Dr Charlotte Tourmente, avec la collaboration des Drs Jean-Marc Bohbot, Marianne Buhler et Sylvain Mimoun, Sexualité hors-série, Paris, Marabout, 2007, 192 p. (ISBN 978-2-501-05141-5)                                               |
| 2007 | avec la collaboration du Pr Bruno Dubois, La maladie d'Alzheimer : Toutes les réponses à vos questions pour la reconnaître et la prendre en charge, Paris, Marabout, 128 p. (ISBN 978-2-501-04612-1)                                          |
| 2007 | avec le Dr Charlotte Tourmente, avec la collaboration du Pr Nicolas Danchin, Les maladies cardiovasculaires : Tout ce qu'il faut savoir pour prévenir et soigner les maladies du cœur, Paris, Marabout, 2007, 128 p. (ISBN 978-2-501-04617-6) |